# Золотохвостая кампетера
Золотохвостая кампетера (лат. Campethera abingoni) — вид птиц семейства дятловых. Выделяют 6 подвидов. Распространены в Африке. Видовое название дано в честь британского пэра Монтегю Берти, 5-й граф Абингдон (англ. Edward Turner Bennett; 1784 —1854).

## Описание
Золотохвостая кампетера достигает длины около 20-—3 см и массы от 51 до 58 г (подвид C. a. chrysura) или от 61,5 до 83 г (подвиды C. a. abingoni и C. a. suahelica). Выражен половой диморфизм. У взрослых самцов номинативного подвида лоб, макушка и затылок красного цвета; перья с серовато-чёрными основаниями. Уздечка белая, тонкая бровь белого цвета с тёмной верхней каймой, под глазом проходит тонкая белая линия с чёрными прожилками, а за глазом — тёмная полоса. Кроющие перья уха белые или беловатые, узкая область скул красного цвета, основания перьев тёмные. Бока шеи белого цвета с черноватыми прожилками. Подбородок и горло беловатые с чёрными пятнами. Верхняя часть тела оливково-коричневая с узкими полосами желтовато-белого и зеленовато-жёлтого цвета, бледные полосы шире на надхвостье и кроющих перьях хвоста. Кроющие перья крыльев в пятнах и с желтоватыми кончиками; маховые перья коричневые с беловатыми полосами, полосы шире на внутренних опахалах. Верх хвоста коричневый, с желтовато-белыми полосами, иногда полосы затеняются общим жёлтым оттенком. Нижняя часть тела белого цвета с желтоватым оттенком на груди и боках, на груди густые черноватые полосы, на боках и брюхе черноватые пятна. Испод крыльев сходен по окраске с верхом крыльев, но немного светлее; низ хвоста желтовато-коричневый, с едва заметными светлыми полосами. Клюв умеренно длинный, с широким основанием, надклювье слегка изогнуто, сланцевато-чёрного цвета, основание подклювья часто имеет зеленоватый оттенок. Радужная оболочка обычно красноватая, но варьируется от ореховой до черноватой, кожа вокруг глаз серая; ноги тёмно-зеленоватые с оливковым или серым оттенком. У взрослых самок лоб и макушка чёрного цвета с мелкими белыми пятнами, скулы черноватые. Молодые особи похожи на взрослых самок, но сверху менее жёлтые, с пятнами и прожилками вместо полос, снизу с более густыми прожилками, бока и брюхо более зарешечены, радужная оболочка каряя или коричневато-серая; взрослое оперение приобретается в возрасте 3—4 месяцев.

## Вокализация
Голос громкий и выразительный. Основные звуковые сигналы представляют собой: одиночный жалобный звук «dreee-aw» или «weeea» (чаще издаётся самцом); серию из 2—12 звуков «yaooaak-yaaaaaak»; более агрессивные «weet-wit-wit» и «kyek»; тихий «pew-pew-pew». Барабанная дробь короткая, продолжается всего около 1,5 сек. Птенцы издают непрерывный негромкий звук, который слышен на расстоянии до 30 метров.

## Распространение и места обитания
Золотохвостая кампетера широко распространена в Африке. Выделяют 6 подвидов:
- Campethera abingoni chrysura (Swainson, 1837) — от Сенегала и Гамбии до Южного Судана и запада Уганды
- Campethera abingoni kavirondensis Van Someren, 1926 — от юго-запада Кении и востока Руанды до центра Танзании
- Campethera abingoni suahelica  (Reichenow, 1902) — от севера Танзании до востока Зимбабве, Мозамбика и Эсватини
- Campethera abingoni abingoni  (Smith, 1836) — от запада Демократической Республики Конго до запада Танзании и на юг до северо-востока Намибии, северо-запада Замбии и северо-востока ЮАР
- Campethera abingoni anderssoni  (Roberts, 1936) — юго-запад Анголы, Намибия, юго-запад Ботсваны и север ЮАР
- Campethera abingoni constricta  Clancey, 1965 — юг Мозамбика, юг Эсватини и восток ЮАР

Золотохвостая кампетера встречается от уровня моря до высоты 2200 м над уровнем моря почти во всех типах лесных массивов: прибрежные леса, вечнозелёные леса, галерейные леса, саванна с густыми зарослями акации, также встречается в лесах с преобладанием деревьев рода Brachystegia и горных лесах. Избегает густых лесов, в этих районах селится на опушках и более открытых участках. Иногда посещает парки, большие сады и отдельно стоящие деревья.

## Биология
Золотохвостая кампетера ведёт оседлый образ жизни. Держится обычно поодиночке или парами; иногда присоединяется в поисках пищи к кардинальским саванным дятлам (Dendropicos fuscescens). Добывает пищу в основном на средних и нижних ярусах леса; исследуя крупные ветви, часто перемещаясь вдоль нижней стороны ветки. Преобладающими методами добычи являются зондировании и сбор с поверхности и из трещин коры. Также с силой ударяет клювом по мёртвым стволам или веткам, пораженным личинками, сверлящими древесину, используя этот метод чаще, чем другие представители рода. Часто пролетает довольно большие расстояния между местами кормления. В состав рациона входят насекомые (в основном муравьи) и их личинки, а также Двупарноногие (Diplopoda).
Сезон размножения в общем продолжается с августа до декабря, хотя сроки могут различаться в разных частях ареала, например, на юге Африки приходится в основном на сентябрь — ноябрь. Дупло выдалбливается (за 2—3 недели) обычно на нижней стороне наклонного ствола на высоте 0,4—5 м от земли. Входное отверстие имеет диаметр 50—53 мм, глубина гнездовой камеры 20—38 см. Иногда используется старое дупло, но чаще выдалбливается новое углубление в той же ветви. В кладке 2—5 (обычно 2—3) белых яиц (размеры яиц обычно 23,6–26,5 х 17,4–18,6 мм. Насиживают кладку оба родителя в течение примерно 13 дней. Птенцы оперяются через 22—25 дн. Выкармливают птенцов оба родителя. Наблюдается гнездовой паразитизм со стороны большого медоуказчика (Indicator indicator), малого медоуказчика (I. minor) и пестролобого медоуказчика (I. variegatus).

## Изображения
- Самка чистит перья
- Птенец
- Самка подвида C. a. constricta
- Самец подвида C. a. anderssoni